# Wilhelm Josef Tugginer
Wilhelm Josef Tugginer (* 20. Juli 1824 in Solothurn; † 23. März 1897 in Mülhausen) war ein Schweizer Architekt und Ingenieur.

## Leben
Wilhelm Josef Tugginer begann seine militärische Laufbahn in Wien und setzte sie in der Schweiz fort. Um die Jahrhundertmitte begann er ein Architekturstudium in Paris. Später war er als Ingenieur und Architekt in Solothurn tätig. Von ihm stammt u. a. das Neurenaissance-Amtshaus. Ab 1871 lebte er in Straßburg und ab 1877 in Mülhausen. Dort wurde er Mitglied des Stadtbaurats. Er beschäftigte sich mit Kirchen im Elsass und mit Pfarrkirchen in Boswil, Oberwil und Lungern in der Schweiz. Von ihm stammen im Département Haut-Rhin: Kirche Saint-Jean-l'Évangéliste  in Ballersdorf (1878–81),  Pfarrkirche St. Nicolas in Dietwiller (1889), Kirche Saint-Barthélémy in Mulhouse (1896), Wallfahrtskapelle N.D. du Bon-Secours bei Oderen (1893), Kirche Saint-Dominique in Mitzach (1897), Temple des Calvinistes in Mulhouse (1895), Spital in Sierentz (1897).
Tugginer war zweimal verheiratet, ab 1860 mit Maria Anna Kiefer und in zweiter Ehe ab 1884 mit Maria Emma Beilstein.